# Autoritat Portuària de Nova York i Nova Jersey
L'Autoritat Portuària de Nova York i Nova Jersey (PANYNJ) (en anglès: Port Authority of New York and New Jersey) és una autoritat portuària creada per l'acord entre els estats de Nova York i Nova Jersey per tal de gestionar la major part de les infraestructures relacionades amb el transport incloent-hi els ponts, els túnels, els aeroports i els ports d'aquests dos estats. La zona d'operació d'aquesta entitat consta d'uns 3.900 km² i es defineix com un cercle amb un radi de 40 km centrat a l'Estàtua de la Llibertat situada en el New York Harbor.